# Vélo Club SOVAC/Saison 2014
Dieser Artikel listet Erfolge und Fahrer des Radsportteams Vélo Club SOVAC in der Saison 2014 auf.

## Erfolge in der Africa Tour
| Datum    | Rennen                                            | Kat. | Fahrer       |
| -------- | ------------------------------------------------- | ---- | ------------ |
| 9. März  | 1. Etappe Tour d’Algérie                          | 2.2  | Adel Barbari |
| 14. März | Grand Prix d’Oran                                 | 1.2  | Adel Barbari |
| 19. Juni | Algerische Meisterschaft – Einzelzeitfahren (U23) | CN   | Adel Barbari |

## Zugänge – Abgänge
| Zugänge                              | Team 2013                                | Abgänge           | Team 2014                                |
| ------------------------------------ | ---------------------------------------- | ----------------- | ---------------------------------------- |
| Sid Ali Fellah                       | Miche Ville d’Alger                      | Mustapha Droueche | Groupement Sportif des Pétrolier Algérie |
| Djelloul Benoua                      | Olympique Team Algérie (2012)            | Mouadh Bettira    | Olympique Team Algérie Tour AGLO37       |
| Abdelghanie Fellah                   | Neoprofi                                 | Hichem Chaabane   | Olympique Team Algérie Tour AGLO37       |
| Bilal Saada (ab 7. August)           | Groupement Sportif des Pétrolier Algérie | Hassen Ben Nasser | Unbekannt                                |
| Hichem Amari (ab 7. August)          | Neoprofi                                 | Redouane Chabaane | Unbekannt                                |
| Mohamed Bouzidi (ab 7. August)       | Neoprofi                                 | Mouhssine Lahsaïn | Unbekannt                                |
| Abderrahmane Mansouri (ab 7. August) | Neoprofi                                 |                   |                                          |

## Mannschaft
| Name                  | Geburtstag        | Nationalität |
| --------------------- | ----------------- | ------------ |
| Hichem Amari          | 29. März 1995     | Algerien     |
| Adel Barbari          | 27. Mai 1993      | Algerien     |
| Nabil Baz             | 6. Juni 1987      | Algerien     |
| Djelloul Benoua       | 27. August 1992   | Algerien     |
| Nadir Benrais         | 9. September 1994 | Algerien     |
| Mohamed Bouzidi       | 6. Mai 1994       | Algerien     |
| Abdesslam Dahmane     | 31. Juli 1992     | Algerien     |
| Abdelghanie Fellah    | 11. Dezember 1995 | Algerien     |
| Sid Ali Fellah        | 13. August 1990   | Algerien     |
| Karim Hadjbouzit      | 10. Februar 1991  | Algerien     |
| Abderrahmane Hamza    | 19. Februar 1992  | Algerien     |
| Fayçal Hamza          | 6. September 1992 | Algerien     |
| Abderrahmane Mansouri | 13. Januar 1995   | Algerien     |
| Hamza Merdj           | 16. Oktober 1993  | Algerien     |
| Bilal Saada           | 26. Oktober 1990  | Algerien     |